# Webera ampliretis
Webera ampliretis är en bladmossart som först beskrevs av C. Müller in Macoun, och fick sitt nu gällande namn av Kindberg 1891. Webera ampliretis ingår i släktet Webera och familjen Bryaceae. Inga underarter finns listade i Catalogue of Life.